# Milton Keynes-skatten
Milton Keynes-skatten (engelsk Milton Keynes Hoard) er et depotfund med guldgenstande fra bronzealderen, som blev gjort den 7. september 2000 af amatørarkæologerne Michael Rutland og Gordon Heritage med metaldetektor i byen Milton Keynes i Buckinghamshire i England.
Fundet består af to torqueringe, tre armbånd af guld samt et stykke af en bronzestav samlet i en krukke. Keramikken gjorde det muligt at datere fundet til omkring 1150-800 f.Kr. Sammenlagt vejede skatten 2,02 kg, og British Museum beskrev det som "En af de største koncentrationer af guld fra bronzealderen, som kendes i Storbritannien", og at det var "vigtigt til at give et social og økonomisk billede af perioden". Skatten blev vurderet til £290.000, og den er nu udstillet på British Museum i London. En kopi af fundet er udstillet på Milton Keynes Museum.
Der er gjort adskillige andre arkæologiske fund i en radius af 16-19 km fra Milton Keynes centrum, heriblandt romersk-britiske skattefund.